# Åke Lundqvist
Åke Lundqvist (ur. 9 czerwca 1936 w Gävle, zm. 4 sierpnia 2021 w Sztokholmie) – szwedzki aktor teatralny, telewizyjny i filmowy.
Karierę aktorską rozpoczął w 1972 roku, wystąpił w około 30 filmach i serialach.

## Filmografia
- 1972: Ture Sventon – prywatny detektyw, jako Ville Vessla
- 1974: Trójka z Haparanda, jako Sergius
- 1980: Powodzenia, jako jubiler
- 1993: Macklean, jako Landmarszałek
- 1999: Polowanie na zabójcę jako Väktare
- 2000: Judith, jako opiekun
- 2000: Siatka o grubych oczkach, jako pacjent
- 2001: Czerwone Boże Narodzenie, jako Julgranskund